# لوبوچینو
لوبوچینو (به لاتین: Lubocino) یک روستا در لهستان است که در گمینا کروکووا واقع شده‌است. لوبوچینو ۱۷۰ نفر جمعیت دارد.